# Стратопауза
Стратопаузата е границата от атмосферата, която раделя стратосферата и мезосферата. В стратосферата температурата нараства с увеличаване на височината, а стратозпаузата се намира на максимума на тази височина. Тя се среща не само в земната атмосфера, а и при всички планети, които притежават атмосфера.
На Земята стратопаузата се намира на 50 - 55 km над земната повърхност. Атмосферното налягане е около хиляда пъти по-ниско от налягането на морското равнище.